# Augusta (Maine)
Augusta je město ve Spojených státech amerických. Leží na severu země, na řece Kennebec v Nové Anglii. Od roku 1827 je hlavním městem státu Maine, žije zde 18 560 obyvatel (stav k roku 2000). Jde o nejseverovýchodnější hlavní město státu kontinentálních Spojených států amerických.

## Historie
Oblast byla poprvé osídlena v roce 1629, kdy zde angličtí kolonisté z kolonie Plymouth založili obchodní osadu na řece Kennebec. Původní indiánský název oblasti zněl Cushnoc (také Coussinoc nebo Koussinoc). Oblast byla zprvu centrem obchodu s kožešinou, avšak později musel být obchod v roce 1661 vlivem indiánských nájezdů a poklesu tržby pozastaven. Následujících 75 let zůstala oblast prázdná a vysídlená.
Oblast hrála také významnou roli během indiánských povstání vůči osadníkům, kdy se zde nacházela pevnost britských osadníků.
Od roku 1771 byla osada, známá jako Cushnoc, administrativně přidružována k různým okolním osadám a v průběhu času měnila také svůj název. Roku 1797 se osada přejmenovala na dnešní název Augusta, podle Augustě Dearbornové, dceři místního veterána z války za nezávislost Henryho Dearborna.
Roku 1799 se stala Augusta administrativním centrem nově vzniklého okresu Kennebeck a v roce 1827 hlavním městem státu Maine (který vznikl v roce 1820). Statut města má od roku 1849.

## Demografie
Podle sčítání lidu z roku 2010 zde žilo 19 136 obyvatel.

### Rasové složení
- 94,1% Bílí Američané
- 1,1% Afroameričané
- 0,7% Američtí indiáni
- 1,5% Asijští Američané
- 0,1% Pacifičtí ostrované
- 0,4% Jiná rasa
- 2,3% Dvě nebo více ras

Obyvatelé hispánského nebo latinskoamerického původu, bez ohledu na rasu, tvořili 1,8% populace.

## Kultura

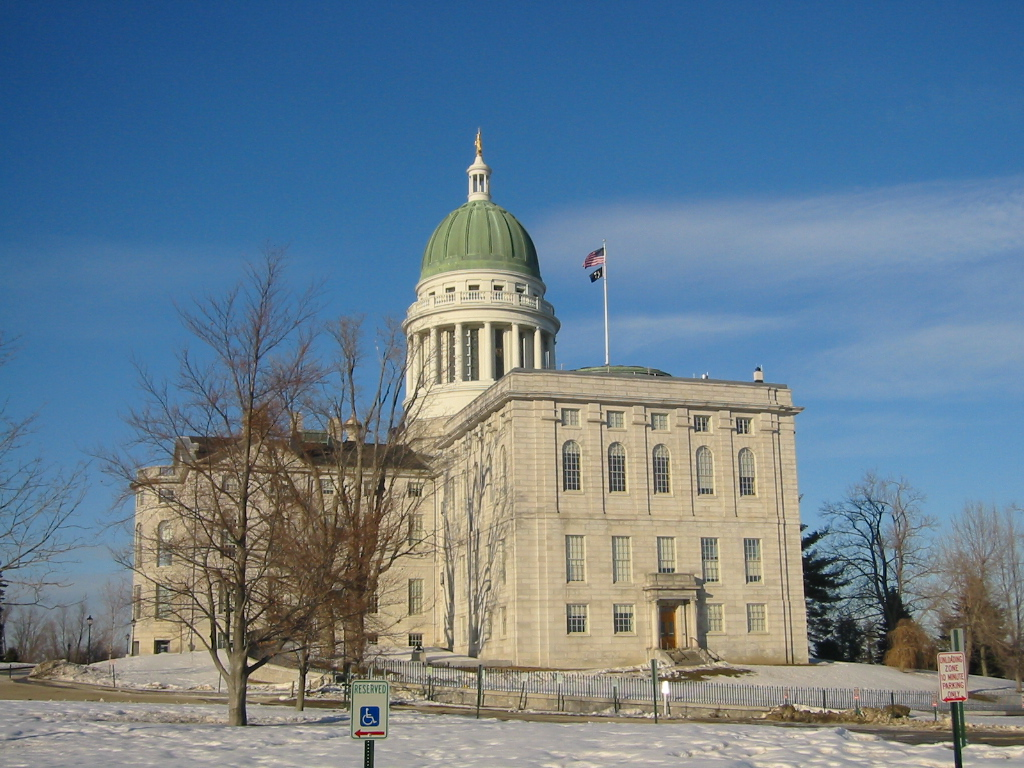
Národní dům

V Augustě se nachází státní univerzita University of Maine at Augusta, založená roku 1965 a Národní dům státu Maine.
Ve městě se nachází botanická zahrada Pine Tree State Arboretum, s rozlohou přes 90,6 ha, a státní muzeum.
Město je rodným místem senátorky za stát Maine Olympie Snowe a guvernéra Josepha Williamse.

## Průmysl
Ve městě je situován papírnický, ocelářský, potravinářský a počítačový průmysl.